# ロゴン・オリエンタル州
ロゴン・オリエンタル州（ロゴン・オリエンタルしゅう、Logone Oriental Region）は、チャドの州。チャドの22ある州のうちのひとつである。
州都はドバ。

## 下位行政区画
ロゴン・オリエンタル州はラニャ、ラニャ・ペンデ、ラ・ペンデ、モン・デ・ラムの4県に分かれている。

## 住民
州の住民はンガムベイ人が50%を占め、他にゴル人、ムボム人、ゴレイ人などがいる。

## 経済
州の主産業は農業で、綿花の栽培が基幹産業であり、食糧作物としてはキャッサバとソルガムを中心に落花生やトウジンビエも栽培される。ドバ近郊において大油田が発見され、2003年にはドバ油田として操業を開始し、チャド経済の柱となっている。